# Linia kolejowa nr 292 (Czechy)
Linia kolejowa nr 292 – linia kolejowa w Czechach i częściowo w Polsce, biegnąca od Šumperku do Karniowa. Część linii kolejowej nr 292 między Mikulovicami a Jindřichovem ve Slezsku (odcinek tranzytowy) przebiega przez Polskę, jest to tzw. „linia korytarzowa” (cz. peážní trať). Oznaczona została według czeskiej numeracji liczbą 292. Odcinek biegnący od stacji kolejowej Krnov do Głuchołaz jest także częścią polskiej linii nr 333, zaś linia Głuchołazy – Mikulovice jest w Polsce oznaczona numerem 343. Z uwagi na malowniczy przebieg nazywana jest „śląskim Semmeringiem”.
Odcinek z Karniowa do Głuchołaz powstał w 1875. W tym samym roku Prusacy wykonali 5-kilometrową linię z Głuchołaz do Nowego Świętowa (niem. Deutsche Wette). 10 lat później prywatna spółka austriacka zaczęła budowę górskiej, malowniczej linii kolejowej z Głuchołaz przez Mikulovice, Jesenik, Ramzovą do Hanuszowic. Jej powstanie z uwagi na górski teren wymagało zbudowania licznych nasypów, wiaduktów, mostów i wykopów. W 1888 roku pomimo dużych trudności technicznych linia została ukończona. Austriacy zastanawiali się nad budową kolejowego tunelu pod Kopą Biskupią, dzięki któremu mogliby ominąć terytorium Rzeszy, jednak z powodu kosztów koncepcji tej nie zrealizowano.
Od listopada 2009 roku zelektryfikowany jest odcinek wspólny z linią nr 291, od Šumperku do rozjazdu w Bludovie.